# Dlouhá Lhota
Dlouhá Lhota (deutsch Langlhotta) ist eine Gemeinde in Tschechien. Sie liegt neun Kilometer südlich von Kunštát und gehört zum Okres Blansko.

## Geographie
Dlouhá Lhota befindet sich am Übergang der Böhmisch-Mährischen Höhe zum Blanenský prolom (Blanzer Becken) auf einem Plateau über dem Tal des Baches Býkovka. Nordöstlich erhebt sich der Marek (472 m), im Süden der Na Vrších (506 m) und westlich die Kraví hlava (566 m). Das Dorf liegt im südlichen Teil des Naturparks Lysicko.
Nachbarorte sind Lačnov im Norden, Lysice und Žerůtky im Nordosten, Býkovice im Osten, Černá Hora und Žernovník im Südosten, Brťov-Jeneč im Süden, Bukovice, Zhoř und Rašov im Südwesten, Strhaře im Westen sowie Kozárov und Kunčina Ves im Nordwesten.

## Geschichte
Dlouhá bedeutet lang, Lhota ist ein häufiger tschechischer Ortsname.
Nach dem dritten Band des Codex diplomaticus et epistolaris Moraviae wurde das an der Grenze zu den Brünner Besitzungen gelegene Dorf Dlouhá Lhota einschließlich der Kirche im Jahre 1255 dem Zisterzienserkloster Fons Beatae Mariae Virginis bei Žďár geschenkt. Die Pfarre umfasste ursprünglich auch die Dörfer Bejkovice, Brťov und Jeneč. Zwischen 1365 und 1376 ist auch ein Vladikengeschlecht nachweisbar, das sich nach dem Dorf benannte. Im 15. Jahrhundert kam das Dorf zur Herrschaft Pernstein. Beim Ausverkauf des überschuldeten Besitzes der Pernsteiner erwarb um 1580 Jan Schembera Černohorský von Boskowitz sechs Anwesen von Dlouhá Lhota und schlug diese der Herrschaft Černá Hora zu. Den restlichen Teil des Dorfes ersteigerte die dem Bistum Olmütz gehörige Lehnsherrschaft Blansko. Seit 1580 hatte Dlouhá Lhota protestantische Pfarrer. Im Jahre 1612 gab es mit dem aus Polen stammenden Valentin Alberti wieder einen katholischen Pfarrer in Dlouhá Lhota. 1625 wurde die Pfarre aufgehoben. Die Dörfer Dlouhá Lhota, Bejkovice und Brťov wurden der Pfarre Bořitov zugeschlagen; Jeneč nach Újezd gepfarrt. Infolge des Dreißigjährigen Krieges verödete das Dorf und in den 1650er Jahren waren lediglich neun Häuser bewohnt. 1784 wurde in Dlouhá Lhota wieder eine Lokalie eingerichtet. Im selben Jahre erfolgte auch die Einrichtung einer Dorfschule, zuvor erfolgt der Unterricht in Bořitov. Im Jahre 1790 lebten in den 39 Häusern beider Anteile 172 Menschen. Aus dieser Zeit stammt das älteste Ortssiegel von Dloho Lhocka, das einen Baum mit zwei darunter sitzenden Vögeln darstellt. 1804 entstand die neue Kirche und im Jahre darauf ein neues Schulhaus. In Dlouhá Lhota wurden bis 1864 auch die Kinder aus Bejkovice und bis 1899 die aus Brťov und Jeneč unterrichtet. 1834 bestand Dlouhá Lhota-Blanskoer Anteil aus 25 Häusern mit 176 Einwohnern. Zum Černá Horaer Anteil gehörten sieben Häuser, in denen 51 Menschen lebten. Der neue Friedhof entstand 1835, er ersetzte den bisherigen an der Kirche. Bis zur Mitte des 19. Jahrhunderts blieb Dlouhá Lhota anteilig zu Černá Hora und Blansko untertänig.
Nach der Aufhebung der Patrimonialherrschaften bildete Dlouhá Lhota ab 1850 eine Gemeinde in der Bezirkshauptmannschaft Boskovice. 1858 wurde die Lokalie Dlouhá Lhota wieder zur Pfarre erhoben. Im Jahre 1878 wurden bei zwei Bränden vier Häuser zerstört. Mit Beginn des Jahres 1882 wurde die Gemeinde dem Gerichtsbezirk Kunštát zugeordnet. Ein Großbrand zerstörte am 1. Oktober 1884 neun Häuser, einen Tag später brannte ein weiteres Haus ab. 1905 wurde das Schulhaus aufgestockt. Die Straße von Bejkovice über Dlouhá Lhota nach Brťov entstand 1907. Im Jahre 1910 hatte die Gemeinde 219 Einwohner, 1921 waren es 209. Nach der Auflösung des Okres Boskovice kam die Gemeinde mit Beginn des Jahres 1961 zum Okres Blansko.

## Gemeindegliederung
Für die Gemeinde Dlouhá Lhota sind keine Ortsteile ausgewiesen.

## Sehenswürdigkeiten

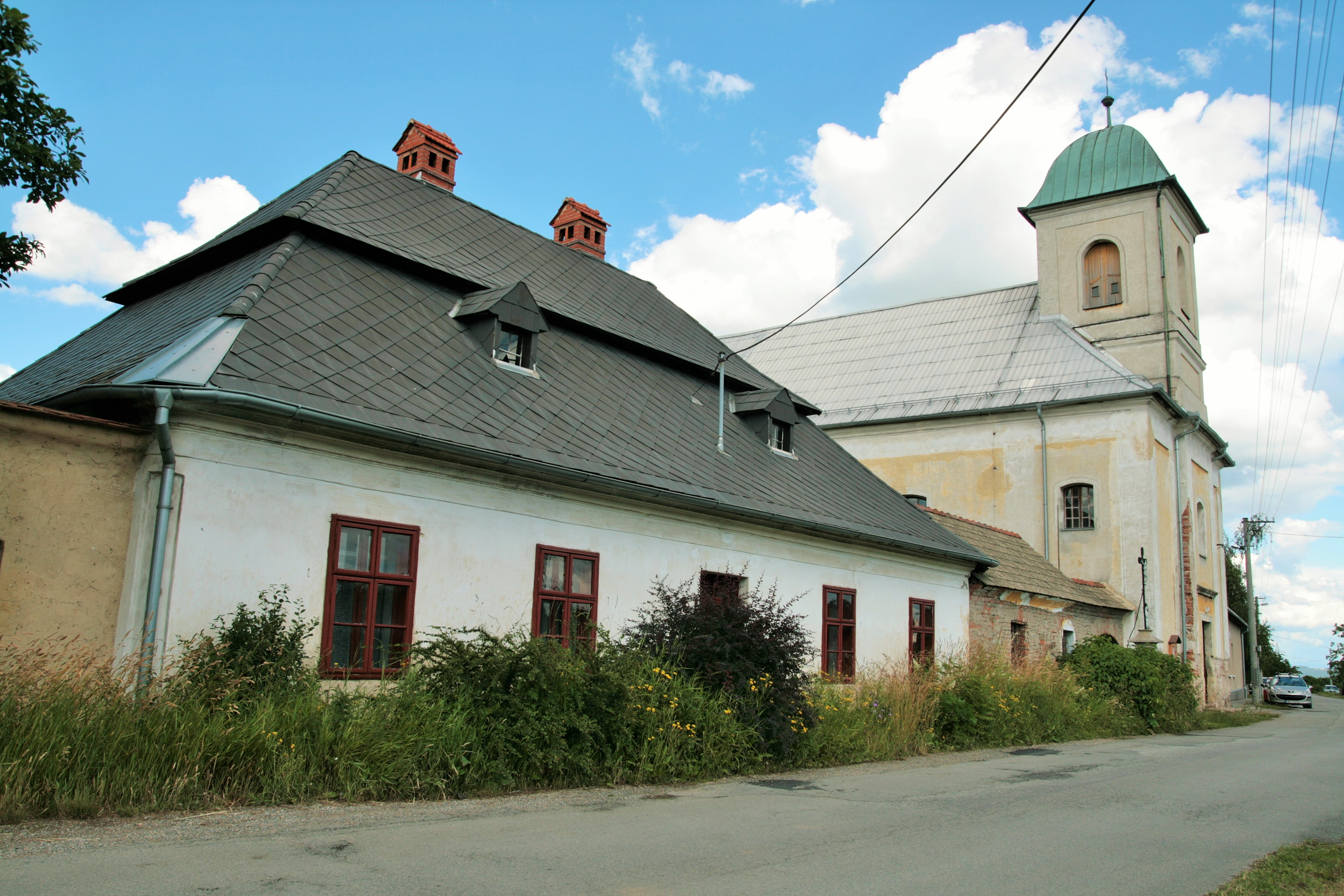
Pfarrhaus und Kirche

- Pfarrkirche des hl. Bartholomäus, erbaut 1804. Die alte, dem hl. Laurentius geweihte Kirche befand sich an anderer Stelle. In der Kirche befindet sich ein 1403 von Sammuel de Tissnansky gestifteter goldener Kelch, der ursprünglich mit Edelsteinen geschmückt war. Als Ersatz für die gestohlenen Steine wurden in der Mitte des 18. Jahrhunderts Glasimitate angebracht. Die ältere der beiden Glocken stammt von 1482.
- Pfarrhaus